# Templeuve-en-Pévèle

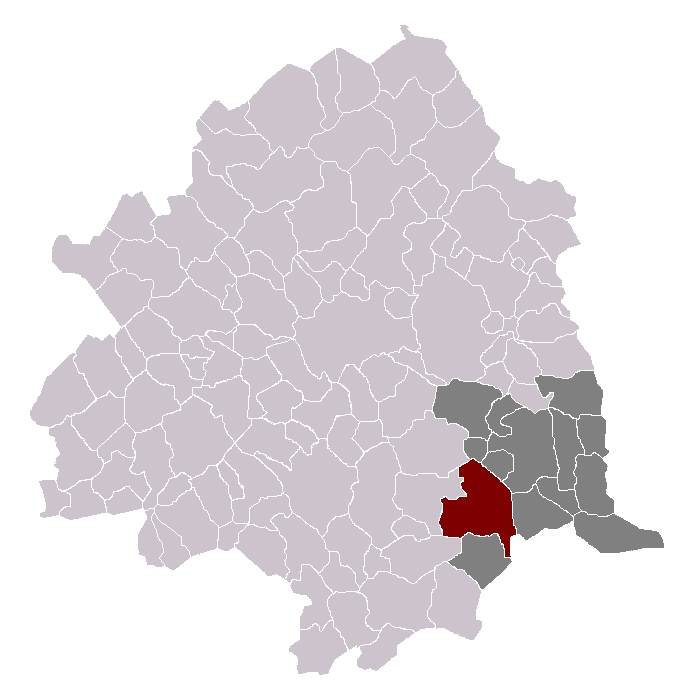
Ubicació de Templeuve dins del cantó i el districte

Templeuve-en-Pévèle és un municipi francès, situat a la regió dels Alts de França, al departament del Nord. L'any 2006 tenia 5.765 habitants. Limita al nord amb Péronne-en-Mélantois, al nord-est amb Louvil i Cysoing, a l'est amb Genech, al sud-est amb Nomain, al sud amb Cappelle-en-Pévèle, al sud-oest amb Mérignies, a l'oest amb Ennevelin i al nord-oest amb Fretin.

## Demografia
| 1962                                       | 1968  | 1975  | 1982  | 1990  | 1999  | 2006  |
| ------------------------------------------ | ----- | ----- | ----- | ----- | ----- | ----- |
| 3.885                                      | 4.123 | 5.085 | 5.289 | 5.371 | 5.778 | 5.765 |
| Des de 1962: població sense dobles comptes |       |       |       |       |       |       |

## Administració
| Període   | Identitat            | Partit |
| --------- | -------------------- | ------ |
| 1977-1989 | Robert Vandelanoitte | UDR    |
| 1989-2001 | Jean-Pierre Félix    | RPR    |
| 2001-     | Luc Monnet           | UMP    |